# اپیک رکوردز ژاپن
اپیک رکوردز ژاپن (株式会社EPIC・ソニー) شرکت بازی ویدئویی ژاپنی است، که در سال ۱۹۷۸ تأسیس شد.